# (8885) Sette
(8885) Sette est un astéroïde de la ceinture principale.

## Description
(8885) Sette est un astéroïde de la ceinture principale. Il fut découvert le 13 mars 1994 à Cima Ekar par Maura Tombelli et Vittorio Goretti. Il présente une orbite caractérisée par un demi-grand axe de 2,39 UA, une excentricité de 0,08 et une inclinaison de 13,0° par rapport à l'écliptique.

## Compléments